# Japan Golf Tour
De Japan Golf Tour is een serie golfwedstrijden voor golfprofessionals in Japan.
De Japanse Tour bestaat sinds 1973 en wordt sinds 1999 georganiseerd door de Japan Golf Tour Organisation (JGTO). Op de agenda staan tegenwoordig ongeveer 25 toernooien per jaar. Het prijzengeld is na de Amerikaanse en Europese Tour het best gevuld. De laatste twintig jaar is echter het prijzengeld minder hard gestegen dan bij de andere twee Tours. De JGTO organiseert ook de Japan Challenge Tour.
Bijna alle leden van de Japan Golf Tour hebben de Japanse nationaliteit maar ook buitenlanders kunnen zich kwalificeren. De spelers kunnen bij de grote toernooien punten verzamelen voor de World Golf Ranking.
Masashi "Jumbo" Ozaki was jarenlang de bekendste Japanse golfer, hij behaalde 94 overwinningen. Hij won de Order of Merit twaalf keer tussen 1973 en 1998. Er komt nu een nieuwe generatie Japanse spelers aan. Opvallend in 2007 was de toen 15-jarige Ryo Ishikawa die het Munsingwear Open KSB Cup won. Hij was nog amateur en het was zijn eerste deelname aan een tour-evenement. In 2008 werd hij professional, en aan het einde van het jaar was hij de jongste speler ooit die de top 100 van de wereldranglijst bereikte. Hij heeft inmiddels zes toernooien op de Japanse Tour gewonnen.

## Japanse Majors
De Japan Golf Tour heeft zijn eigen majors:
- Japan PGA Championship sinds 1926
- Japan Golf Tour Championship sinds 2000
- Japan Open Golf Championship sinds 1927
- Golf Nippon Series JT Cup sinds 1963

## Schema 2010
De World Golf Championships zijn ook opgenomen, evenals de vier Majors.
| Week | Toernooinaam                                     | Baan                                    | Plaats          | Winnaar 2009      | Winnaar 2010 |
| ---- | ------------------------------------------------ | --------------------------------------- | --------------- | ----------------- | ------------ |
| 7    | WGC - Accenture                                  | Ritz-Carlton Golf Club                  | Arizona, VS     | Geoff Ogilvy      | Ian Poulter  |
| 10   | WGC - CA                                         | Doral Golf Resort & Spa                 | Miami, Fa, VS   | Phil Mickelson    | Ernie Els    |
| 14   | Masters Tournament                               | Augusta                                 | Georgia, VS     | Ángel Cabrera     |              |
| 15   | Token Homemate Cup                               | Token Tado Country Club , Nagoya        | Mie             | Koumei Oda        |              |
| 16   | Tsuruya Open                                     | Yamanohara Golf Club                    | Hyogo           | Masaya Tomida     |              |
| 17   | The Crowns                                       | Nagoya Golf Club Wago Course            | Aichi           | Tetsuji Hiratsuka |              |
| 19   | Japan PGA Championship Nissin Cupnoodle Cup      | Passage Kinkai Island Golf Club         | Nagasaki        | Yuta Ikeda        |              |
| 21   | Diamond Cup Golf                                 | Sayama Golf Club                        | Saitama         | Takashi Kanemoto  |              |
| 22   | Japan Golf Tour Championship ShishidoHills       | Shishido Hills Country Club             | Ibaraki         | Yuji Igarashi     |              |
| 24   | US Open                                          |                                         |                 | Lucas Glover      |              |
| 25   | Gate Way To The Open Mizuno Open Yomiuri Classic | Yomiuri Country Club                    | Hyogo           | Ryo Ishikawa      |              |
| 26   | TOSHIN GOLF TOURNAMENT in LakeWood               | TOSHIN Lake Wood Golf Club              | Mie             | =                 |              |
| 27   | The Championship by LEXUS                        | Otone Country Club                      | Ibaraki         | Toshinori Muto    |              |
| 28   | Brits Open                                       | St Andrews Links                        | Fife, Schotland | Stewart Cink      |              |
| 29   | Nagashima Shigeo INVITATIONAL SEGA SAMMY Cup     | The North Country Golf Club             | Hokkaido        | Hiroyuki Fujita   |              |
| 30   | Sun Chlorella Classic                            | Otaru Country Club                      | Hokkaido        | Ryo Ishikawa      |              |
| 31   | WGC - Bridgestone Invitational                   | Firestone CC                            | Akron, Ohio     | Tiger Woods       |              |
| 32   | PGA Championship                                 | Whistling Straits                       |                 | Y E Yang          |              |
| 33   | Kansai Open Golf Championship                    | Tanabe Country Club                     | Kyoto           | Hiroyuki Fujita   |              |
| 34   | Vana H Cup KBC Augusta                           | Keya Golf Club                          | Fukuoka         | Yuta Ikeda        |              |
| 35   | Fujisankei Classic                               | Fujizakura Country Club                 | Yamanashi       | Ryo Ishikawa      |              |
| 37   | ANA Open                                         | Sapporo Golf Club Wattsu Course         | Hokkaido        | Toru Taniguchi    |              |
| 38   | Asia-Pacific Panasonic Open                      | Rokko Kokusai Golf Club East Course     | Hyogo           | Daisuke Maruyama  |              |
| 39   | Coca-Cola Tokai Classic                          | Miyoshi Country Club West Course        | Aichi           | Ryo Ishikawa      |              |
| 40   | Canon Open                                       | Totsuka Country Club                    | Kanagawa        | Yuta Ikeda        |              |
| 41   | Japan Open Golf Championship                     | Aichi Country Club                      | Aichi           | Ryuichi Oda       |              |
| 42   | Bridgestone Open                                 | Sodegaura Country Club Sodegaura Course | Chiba           | Yuta Ikeda        |              |
| 43   | Mynavi ABC Championship                          | ABC Golf Club                           | Hyogo           | Toru Suzuki       |              |
| 44   | WGC - HSBC Champions                             | Sheshan International GC                | Shanghai        | Phil Mickelson    |              |
| 45   | Mitsui Sumitomo VISA Taiheiyo Masters            | Taiheiyo Club Gotemba Course            | Shizuoka        | Yasuharu Imano    |              |
| 46   | Dunlop Phoenix                                   | Phoenix Country Club                    | Miyazaki        | Edoardo Molinari  |              |
| 47   | Casio World Open                                 | Kochi Kuroshio Country Club             | Kochi           | Koumei Oda        |              |
| 48   | Golf Nippon Series JT Cup                        | Tokyo Yomiuri Country Club              | Tokio           | Shigeki Maruyama  |              |

## Order of Merit
Het prijzengeld is in Japanse Yen weergegeven.
| Jaar | Speler                     | Prijzengeld   |
| ---- | -------------------------- | ------------- |
| 2009 | Ryo Ishikawa               | ¥ 183.524.051 |
| 2008 | Shingo Katayama            | ¥ 180.094.895 |
| 2007 | Toru Taniguchi             | ¥ 171.744.498 |
| 2006 | Shingo Katayama            | ¥ 178.402.190 |
| 2005 | Shingo Katayama            | ¥ 134.075.280 |
| 2004 | Shingo Katayama            | ¥ 119.512.374 |
| 2003 | Toshimitsu Izawa           | ¥ 135.454.300 |
| 2002 | Toru Taniguchi             | ¥ 145.440.341 |
| 2001 | Toshimitsu Izawa           | ¥ 217.934.583 |
| 2000 | Shingo Katayama            | ¥ 177.116.489 |
| 1999 | Joe Ozaki                  | ¥ 137.641.796 |
| 1998 | Masashi "Jumbo" Ozaki      | ¥ 179.627.400 |
| 1997 | Masashi "Jumbo" Ozaki      | ¥ 170.847.633 |
| 1996 | Masashi "Jumbo" Ozaki      | ¥ 209.646.746 |
| 1995 | Masashi "Jumbo" Ozaki      | ¥ 192.319.800 |
| 1994 | Masashi "Jumbo" Ozaki      | ¥ 215.468.000 |
| 1993 | Hajime Meshiai             | ¥ 148.718.200 |
| 1992 | Masashi "Jumbo" Ozaki      | ¥ 186.816.466 |
| 1991 | Joe Ozaki                  | ¥ 119,507,974 |
| 1990 | Masashi "Jumbo" Ozaki      | ¥ 129.060.500 |
| 1989 | Masashi "Jumbo" Ozaki      | ¥ 108.715.733 |
| 1988 | Masashi "Jumbo" Ozaki      | ¥ 125.162.540 |
| 1987 | David Ishii                | ¥ 86.554.421  |
| 1986 | Tsuneyuki "Tommy" Nakajima | ¥ 90.202.066  |
| 1985 | Tsuneyuki "Tommy" Nakajima | ¥ 101.609.333 |
| 1984 | Shinsaku Maeda             | ¥ 57.040.357  |
| 1983 | Tsuneyuki "Tommy" Nakajima | ¥ 85.514.183  |
| 1982 | Tsuneyuki "Tommy" Nakajima | ¥ 68.220.640  |
| 1981 | Isao Aoki                  | ¥ 57.262.941  |
| 1980 | Isao Aoki                  | ¥ 60.532.660  |
| 1979 | Isao Aoki                  | ¥ 45.554.211  |
| 1978 | Isao Aoki                  | ¥ 62,987,200  |
| 1977 | Masashi "Jumbo" Ozaki      | ¥ 35.932.608  |
| 1976 | Isao Aoki                  | ¥ 40.985.801  |
| 1975 | Takashi Murakami           | ¥ 38.705.551  |
| 1974 | Masashi "Jumbo" Ozaki      | ¥ 41.846.908  |
| 1973 | Masashi "Jumbo" Ozaki      | ¥ 43.814.000  |